# 王必昌
王必昌（1704年—1788年），乳名揆，字喬岳，號後山，清福建德化城關西門人，乾隆十年（1745年）乙丑科進士。曾應魯鼎梅之邀，先後主纂過《德化縣志》與《臺灣縣志》，又曾任湖北鄖縣知縣，兼理竹溪縣事。著有《甲園內外篇》文集若干卷。

## 生平
王必昌出生於清康熙四十三年（1704年），於雍正十年（1732年）壬子科鄉試中式，為第十三名舉人，後於雍正十二年（1734年）應德化知縣黃南春之聘於縣義學掌教。
乾隆十年（1745年），參加乙丑科，為殿試二甲第六十二名，賜進士出身，銓選吏部觀政。隔年（1746年）二月應德化知縣魯鼎梅之邀，主纂《德化縣志》，於乾隆十二年（1747年）六月修竣。魯鼎梅調任臺灣知縣後，又請他來主纂《臺灣縣志》（今之《重修臺灣縣志》），該書於乾隆十七年（1752年）二月在臺灣府府學明倫堂內編纂，同年便刻印成書。
乾隆十八年（1753年），王必昌任湖北鄖縣知縣，並兼理竹溪縣事，在任三年勤政愛民，後因病辭官。最後於乾隆五十三年（1788年）病逝於故居甲園，享年八十五歲。